# Globo Hunt-Lenox
O Globo Hunt–Lenox ou Globo Lenox, que data de cerca de 1510, é o terceiro globo terrestre mais antigo conhecido, depois do Erdapfel de Martin Behaim datado de 1492 e seu irmão idêntico e protótipo aparente, o Globo ovo de avestruz, datado de 1504 O Globo Hunt-Lenox está localizado na Divisão de Livros Raros da Biblioteca Pública de Nova Iorque.
É notável como uma das duas únicas instâncias conhecidas de um mapa histórico que realmente usa a frase HC SVNT DRACONES (em latim hic sunt dracones significa "aqui estão os dragões").

## Descrição

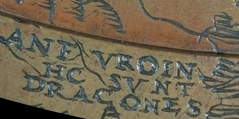
Close-up do texto 'Hic Sunt Dracones'

O Lenox Globe é um globo de cobre vermelho oco sem pátina verde ou preta que mede ca. 112 milímetros (ca. 4,4 pol) de diâmetro. A frase HIC SVNT DRACONES aparece na costa leste da Ásia.

## História
O globo foi comprado em Paris em 1855 pelo arquiteto Richard Morris Hunt, que o deu a James Lenox, cuja coleção passou a fazer parte da Biblioteca Pública de Nova Iorque, onde o globo ainda se encontra.
O método de construção deste globo era desconhecido até a publicação no Globo ovo de avestruz datado de 1504 por S. Missinne em 2013.

## Publicações

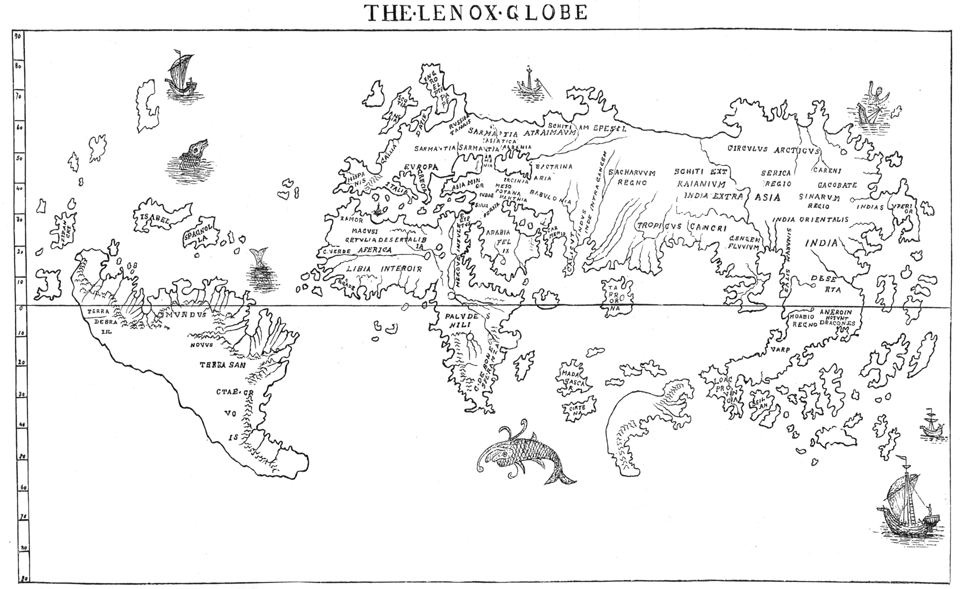
Globo Lenox, por B.F. De Costa

O primeiro artigo conhecido sobre o globo foi escrito por B. F. de Costa para a "Revista da História Americana" em setembro de 1879. Gabriel Gravier reimprimiu o artigo com comentários adicionais no "Bulletin de la société normande de géographie" no final daquele ano.
No entanto, nenhum artigo liga "hic sunt dracones" a dragões. Da Costa escreve:

Nesta região [China, chamada "Índia Oriental" no globo], perto da linha equatorial, vê-se "Hc Svnt Dracones", ou aqui estão os dagroianos, descritos por Marco Polo como vivendo no Reino de " Dagroiano". Essas pessoas... festejaram com os mortos e pegaram seus ossos (B.II. c.14, Ramusio ed.)

Em sua tradução do artigo de Da Costa, Gabriel Gravier acrescenta que o Reino de Dagroian de Marco Polo está em Java Menor, ou Sumatra, bem longe do local indicado no Lenox Globe.
De Costa observou uma grande massa de terra sem nome retratada na parte sul do Hemisfério Oriental no Lenox Globe e sugeriu, “com extrema desconfiança”, que esta terra representava a Austrália, deslocada para este local. Se assim for, disse ele, “seria necessário concluir que, embora mal colocada no Lenox Globe, a Austrália era conhecida pelos geógrafos daquele período inicial”.
O desenho plano do globo que acompanhava os primeiros artigos é reproduzido como mapa 7 em "A Book of Old Maps Delineating American History" de Emerson D. Fite e Archibald Freeman (New York: Dover Reprints, 1969), e como figura 43 em A. E. Nordenskiöld Facsimile-Atlas to the Early History of Cartography (Nova York: Dover Reprints, 1973).
A Biblioteca Pública de Nova York fornece digitalizações de alta resolução do globo em seu site.

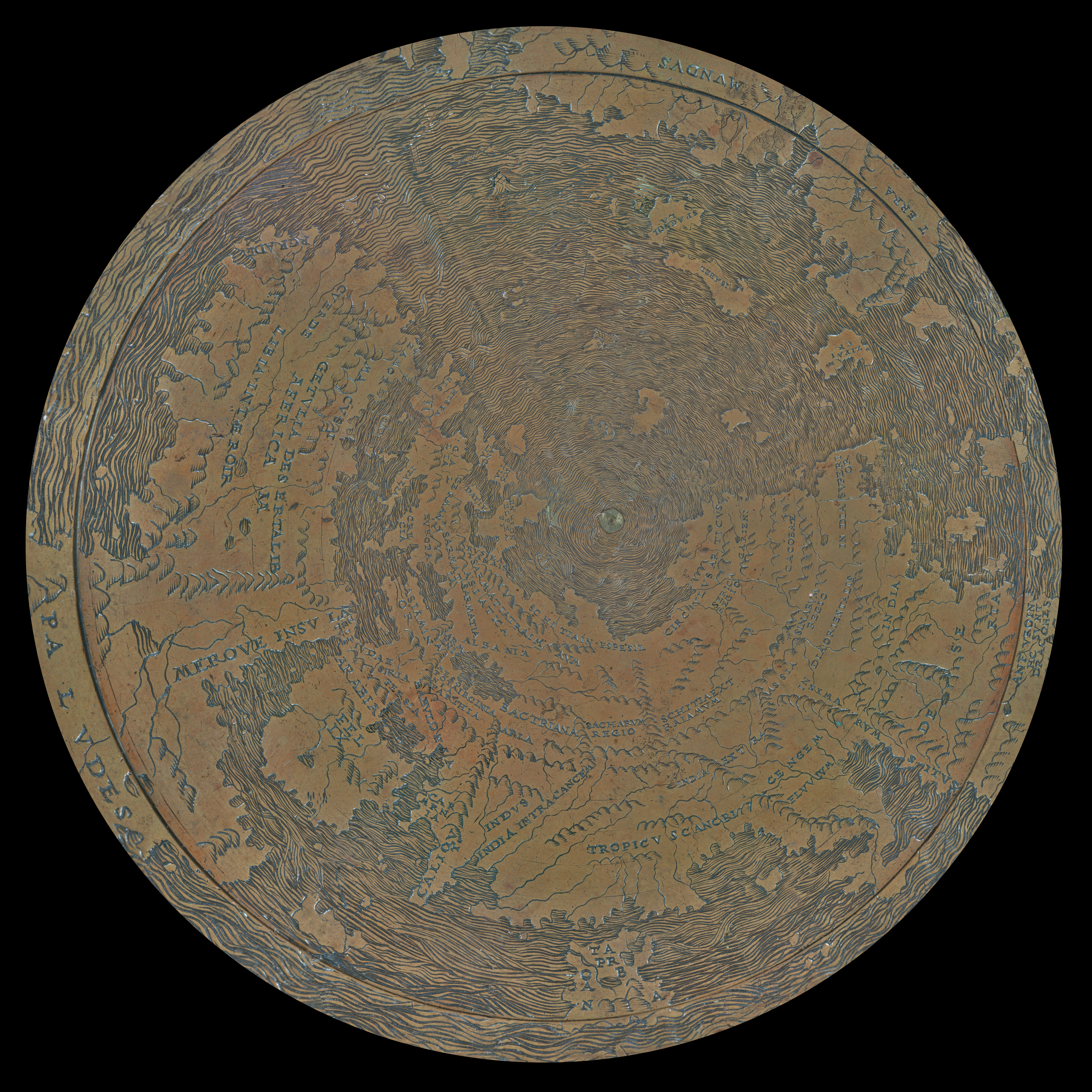
Hemisfério Norte
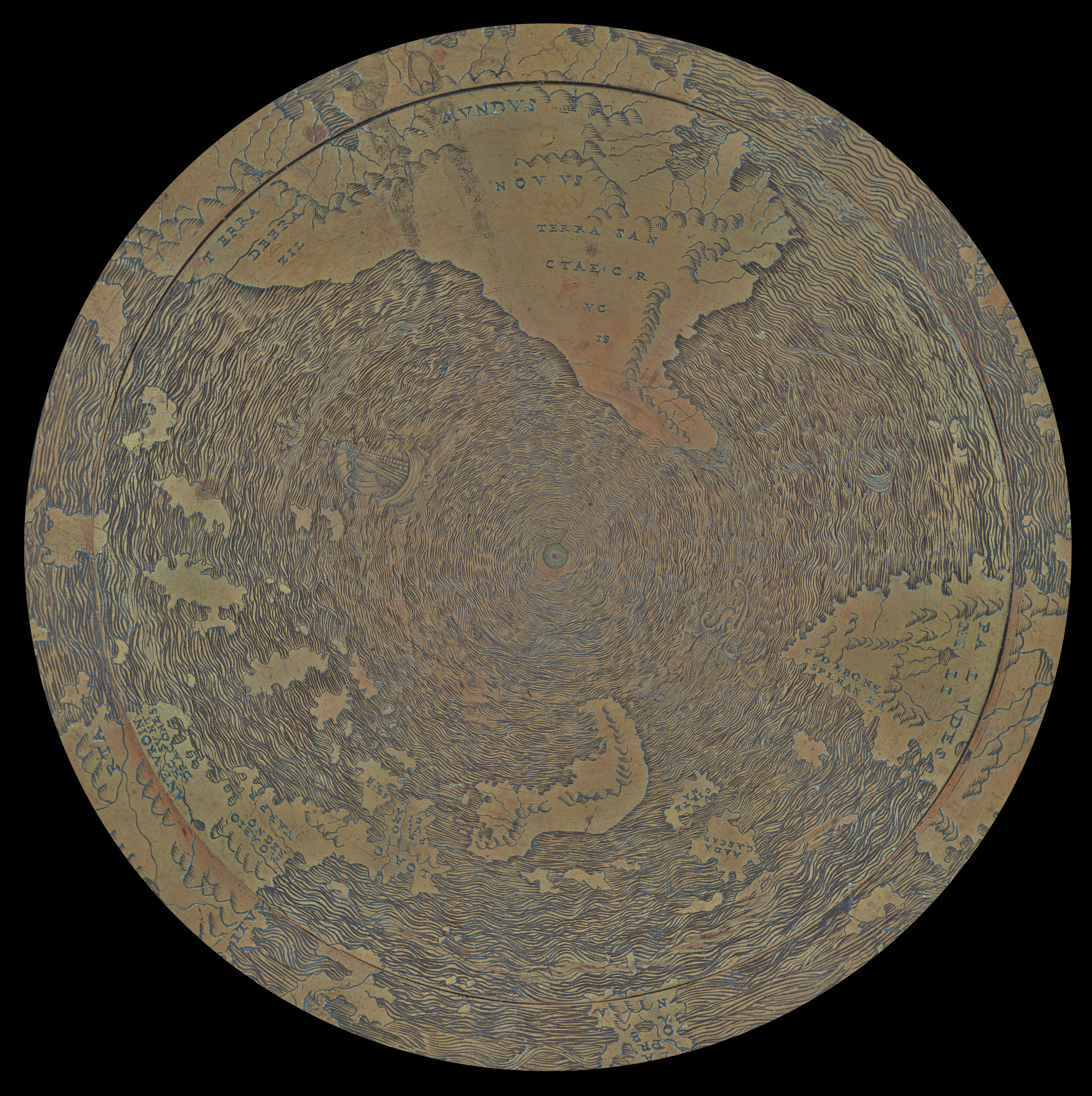
Hemisfério Sul